# Caicedo, with Pole
Pour les articles homonymes, voir Caicedo.
Pour plus de détails, voir Fiche technique et Distribution.
Caicedo, with Pole (Caïcedo, avec balancier) est un film américain réalisé par William Kennedy Laurie Dickson, sorti en 1894.
Ce film est un des premiers tournés avec la première caméra argentique de cinéma à défilement linéaire vertical, la caméra Kinétographe, au format 35 mm de large, à deux paires de quatre perforations par photogramme, conçue par Dickson à partir des croquis d'Edison et du premier modèle qui faisait dérouler horizontalement la pellicule de 19 mm de large, à six perforations en bas du cadre.

## Synopsis
Juan A. Caïcedo, un acrobate fil-de-fériste, exécute diverses pirouettes, armé de son balancier.

## Fiche technique
- Titre : Caicedo, with Pole
- Réalisation : William Kennedy Laurie Dickson
- Production : Edison Studios
- Photographie : William Heise
- Durée : 38 secondes
- Format : 35 mm à double jeu de 4 perforations rectangulaires Edison, noir et blanc, muet
- Pays :  États-Unis

## Analyse
Caicedo, with Pole a été tourné à l'extérieur du Black Maria, le premier studio de cinéma de l'histoire, créé par Thomas Edison. Comme le kinétographe ne pouvait pas être réglé en fonction de la puissance de l'éclairage (lumière solaire), la prestation en plein air, dans un cadre plus lumineux qu'à l'intérieur du studio, aurait été surexposée (trop claire) si la cadence de défilement de la pellicule n'avait été augmentée, passant de 18 images par seconde, vitesse normale du kinétographe et du kinétoscope, à 40 images par seconde. Au cinéma, l'accélération de la vitesse de la caméra provoque un effet de ralenti. Caïcedo danse ainsi sur son fil en dégageant une impression de lenteur et de mollesse encore jamais vue à l'époque. Ce ralenti de deux fois est la première apparition du procédé dans l'histoire du cinéma.